# خشونت جنسیتی
خشونت جنسیتی نوعی خشونت فیزیکی و روانی است که علیه هر شخص یا گروهی از افراد بر اساس گرایش جنسی، هویت جنسیتی یا جنسیت اعمال می‌شود. خشونت جنسیتی بر هویت و رفاه اجتماعی و جسمی تأثیر منفی می‌گذارد. این نوع خشونت شامل تبعیض علیه زنان و افراد دگرباش جنسی و همچنین همجنسگرایی است.
خشونت مبتنی بر جنسیت مظاهر مختلفی را نشان می‌دهد، مانند اعمالی که باعث رنج یا آسیب می‌شوند. این اقدامات در همه زمینه‌های زندگی اجتماعی و سیاسی از جمله خود خانواده، دولت، آموزش و پرورش، رسانه‌ها، ادیان، دنیای کار، جنسیت، سازمان‌های اجتماعی، همزیستی در فضاهای عمومی، فرهنگ و غیره آشکار می‌شود.
زنان و کودکان اغلب در معرض نقض حقوق بشر هستند و بیشترین آسیب را از خشونت جنسی و جنسیتی می‌بینند. عبارت «خشونت جنسیتی» مترادف عبارت «خشونت علیه زنان» است با این تفاوت که خشونت جنسیتی گسترده‌تر و شامل جلوه‌های مختلف خشونت است که جنسیت محور اصلی آن است.